# Clapperton (Québec)
Pour les articles homonymes, voir Clapperton (homonymie).
Clapperton est un hameau compris dans le territoire de la municipalité de Maria, au Québec (Canada).